# Maturazione dei frutti

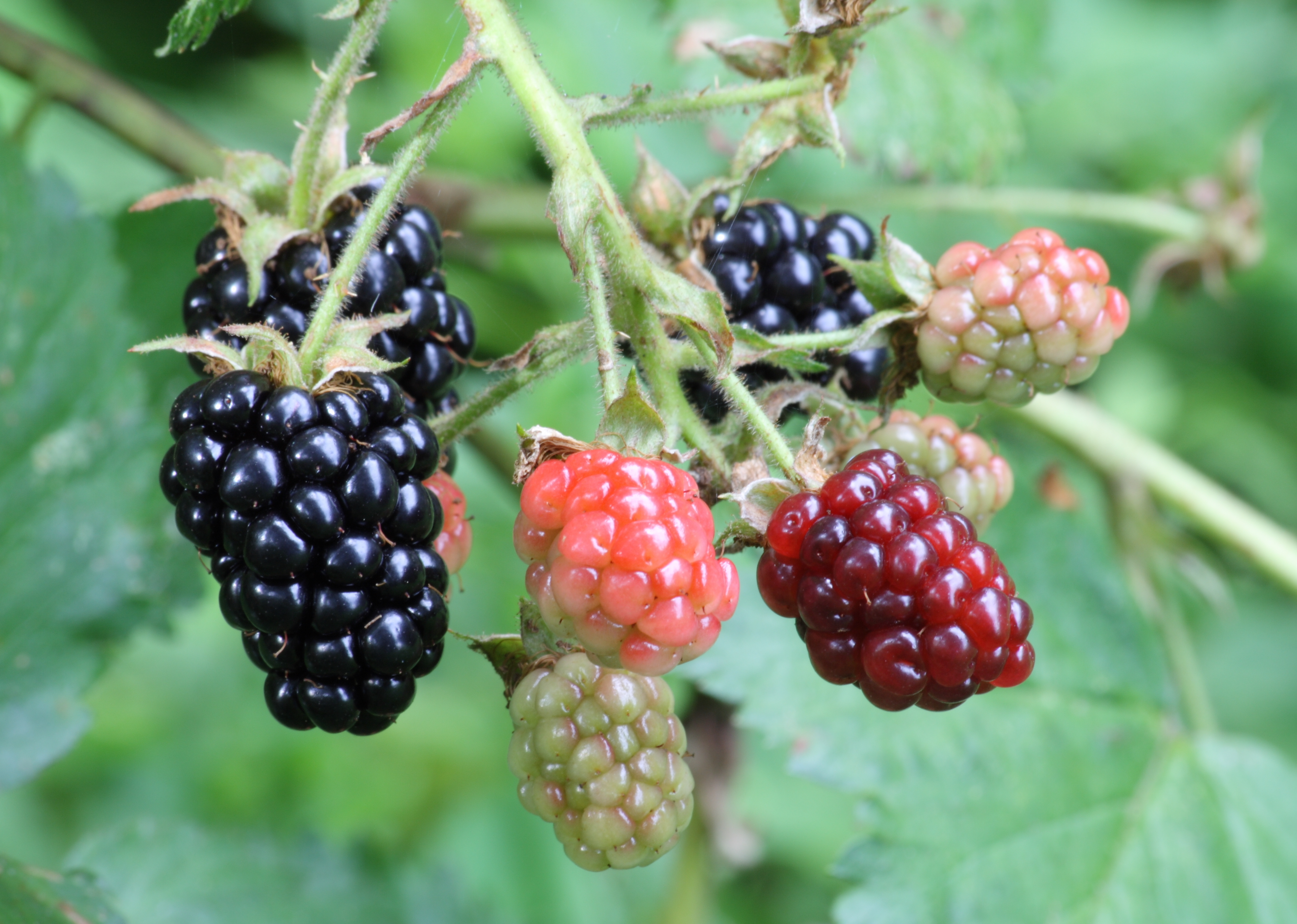
More di rovo a vari stadi maturazione: immature (verde), in via di maturazione (rosa-rossiccio) e in piena maturazione (nere).

La maturazione dei frutti è un processo naturale che segna il raggiungimento del tasso ottimale di crescita degli stessi e porta una serie di modifiche interne che interessano: 
- il cambiamento del colore;
- il rammollimento della polpa;
- l'aumento degli zuccheri;
- la presenza di aromi.

## Maturazione spontanea
La maturazione dei frutti avviene spontaneamente in natura mentre i frutti sono sulla pianta e richiede un adeguato periodo di tempo che è funzione della temperatura e umidità media dell'ambiente in cui cresce la pianta.

## Maturazione accelerata artificialmente
Per motivi commerciali è a volte opportuno raccogliere i frutti sulla pianta prima che siano giunti a completa maturazione, perché in queste condizioni sono in genere più resistenti alle sollecitazioni del trasporto dal luogo di origine ai mercati di utilizzo. In questi casi, una volta giunta a destinazione la maturazione della frutta viene artificialmente accelerata con l'utilizzo di alcune sostanze chimiche.
Uno degli acceleranti di maturazione più diffuso è l'etilene, un gas che si diffonde nei tessuti dei frutti e che può risultare più efficace delle auxine, giberelline e acido abscissico. Per ottenere la maturazione accelerata la frutta viene conservata in camere ad elevata presenza di etilene. L'etilene causa un aumento della respirazione e l'idrolisi della cellulosa.
Questo processo è possibile solo nei frutti climaterici, che hanno la proprietà di poter continuare la maturazione quando sono staccati dalla pianta.

## Caratteristiche della maturazione
Il cambiamento di colore (viraggio) è favorito dalla scomparsa della clorofilla e dalla presenza di xantofille, carotene e antociani.
Il rammollimento della polpa è reso possibile grazie alla trasformazione delle protopectine in acidi pectici, realizzata dalla pectinesterasi. Successivamente gli acidi pectici, che sono polimeri dell'acido galatturonico, vengono idrolizzati e resi solubili ad opera della poligalatturonasi, con conseguente rammollimento della polpa.
Il tenore zuccherino tende ad aumentare durante il periodo di maturazione con degradazione dell'acidità totale, insieme di acido malico-citrico-tartarico.
Infine si ha la sintesi di composti volatili (esteri di frutta) che danno il tipico profumo ai frutti.
Il periodo ottimale di maturazione dei frutti è definito picco di maturazione, ed è la frazione temporale in cui la grandezza e le caratteristiche organolettico-nutrizionali del frutto raggiungono standard qualitativi ottimali. Passato tale periodo il frutto degenera rapidamente, perdendo consistenza.